# Can Bosc (Navès)
Can Bosc és una masia situada al municipi de Navès, a la comarca catalana del Solsonès.